# South Sudan Broadcasting Corporation
South Sudan Broadcasting Corporation, nota anche con l'acronimo SSBC, è l'ente radiotelevisivo pubblico del Sudan del Sud. Trasmette dalla capitale Giuba in  inglese e in juba.

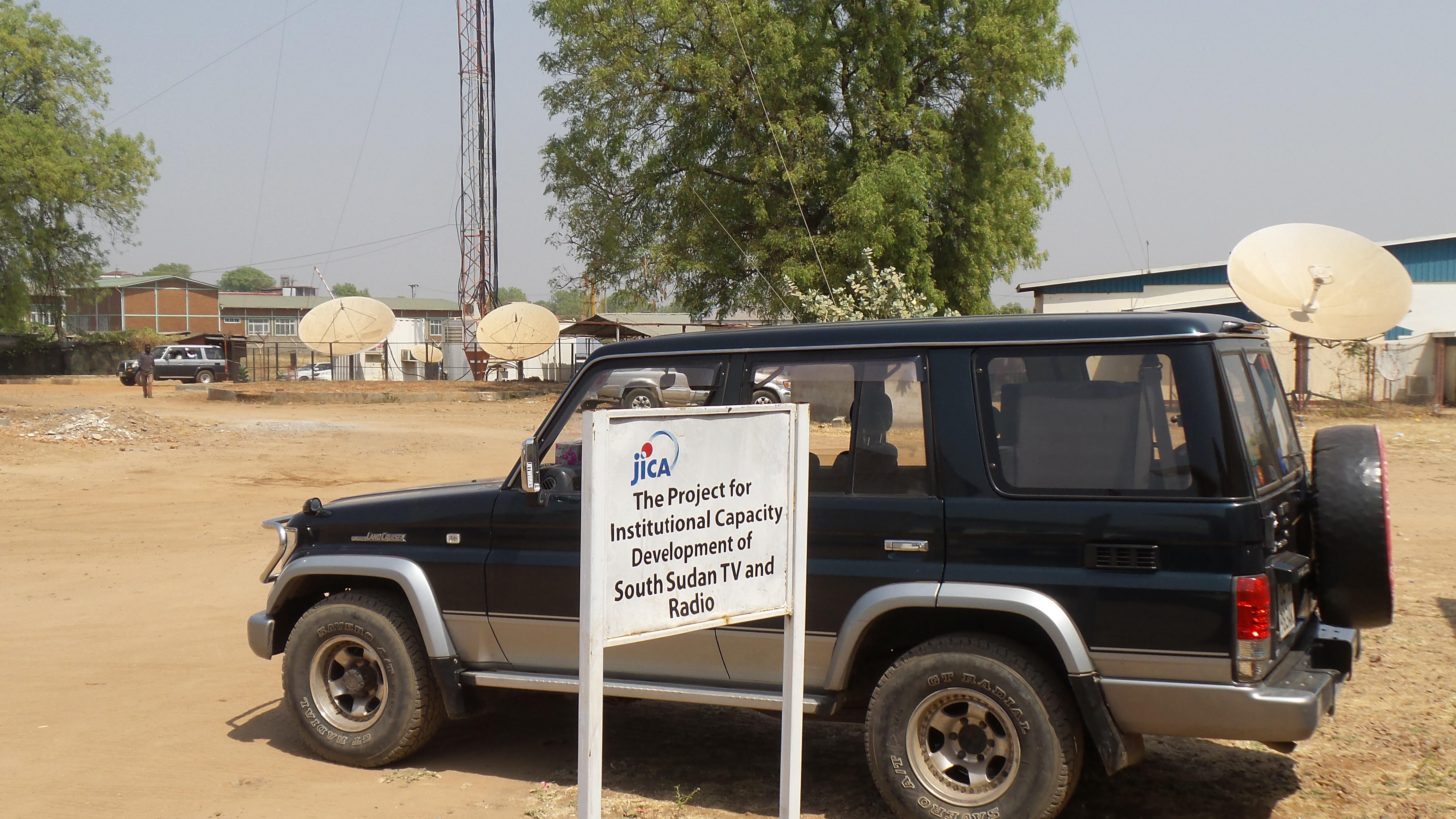
Sede della SSBC a Giuba nel 2016.

## Storia
In seguito all'Accordo di Naivasha del 2005 nacquero le prime stazioni radio nel Sudan del Sud, oltre 30 in FM, allestite in varie zone del Paese con il supporto dell'autogoverno guidato dal Movimento di Liberazione del Popolo del Sudan (SPLM).
South Sudan Broadcasting Corporation fu fondata il 18 dicembre 2010, quando il Sudan del Sud era ancora una regione autonoma del Sudan, e inizialmente trasmetteva solo via satellite. Era dotata di una stazione radio e di un canale televisivo, entrambi a diffusione nazionale. Alcuni mesi dopo il suo debutto dovette, però, fare fronte ad un grosso problema: pagare i costi dei satelliti che, a causa delle questioni legate alla lotte per l'indipendenza, non riusciva a saldare.
L'indipendenza del Paese, dichiarata il 9 luglio 2011, fu ampiamente coperta da SSBC, che prima mandò in onda un excursus completo dei fatti che l'avevano preceduta e determinata, e poi trasmise la celebrazione.
Nel 2012 il governo del Sudan del Sud firmò un accordo di 6 anni con la giapponese Japan International Corporation Agency per potenziare e sviluppare la sede dell'azienda. Nel 2018 anche la Cina investì nella SSBC, nella creazione di uno studio all'avanguardia e nella formazione dei dipendenti.

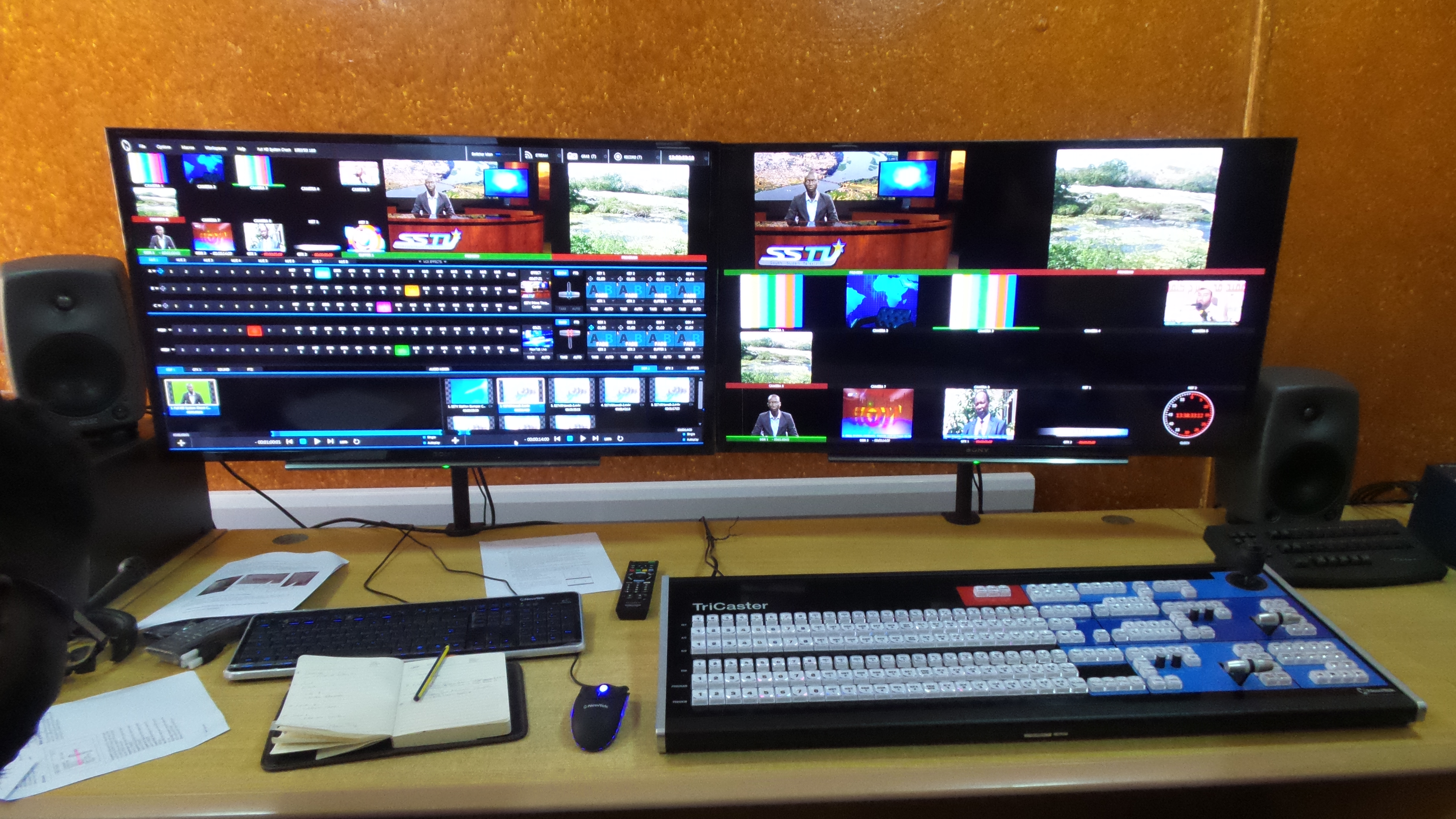
Interno degli studi di produzione

Oltre alla radio e alla TV nazionali, SSBC gestisce alcune emittenti locali sia radio che TV in varie città e, attraverso le sue apparecchiature, ripete nel Paese il segnale di BBC World Service, Radio France International e altre emittenti internazionali.
Ha ormai un organico superiore alle 500 persone.
Nel corso degli anni ha incrementato la propria copertura sia terrestre che via satellite.
Via terrestre SSBC TV è l'unico canale televisivo nazionale funzionante; SSBC TV trasmette 15 ore al giorno in inglese e juba; la formazione professionale del suo personale è fornita dal Sudafrica. I suoi orari di programmazione sono dalle 9:00 alle 0:00.
Via satellite raggiunge tutto il Nordafrica, il Medio Oriente e l'Europa, ma anche altre zone del globo.
Nonostante ciò, la televisione nel Sudan del Sud ha ancora una bassa penetrazione (dal 15% al 20%), visto che molte famiglie non possono permettersi una parabola e che la televisione terrestre è la piattaforma dominante. La radio è divenuta, pertanto, la principale fonte di notizie e di informazione per i sudsudanesi.

## Servizi

### Radio
| Nome       | Sede  | Тipo        | Lancio | Lingua        |
| ---------- | ----- | ----------- | ------ | ------------- |
| SSBC Radio | Giuba | generalista | 2010   | juba, inglese |

Sedi locali di SSBC Radio
SSBC Juba AM, SSBC Wau AM, SSBC Bentiu AM, SSBC Malakal AM, SSBC Juba FM, SSBC Wau FM, SSBC Bentiu FM, SSBC Malakal FM, SSBC Bor FM, SSBC Torit FM, SSBC Kwajok FM, SSBC Yambio FM, SSBC Rumbek FM.

### Televisione
| Nome    | Sede  | Тipo        | Lancio | Lingua        |
| ------- | ----- | ----------- | ------ | ------------- |
| SSBC TV | Giuba | generalista | 2010   | juba, inglese |

Sedi locali di SSBC TV
SSBC TV Aweil, SSBC TV Wau, SSBC TV Malakal, SSBC TV Rumbek.

## Ricezione

### Digitale terrestre
La radio di SSBC trasmette in AM e in FM;
la televisione di SSBC trasmette in standard DVB-T HD.

### Satellite[7][8]
| Satellite          | AsiaSat 9           | Express AMU1 | Badr 8              | Arabsat 5C | Arabsat 5C          | Eutelsat 8 West B | Eutelsat 8 West B | Galaxy 19           |
| Posizione orbitale | 122.0° E            | 36.1° E      | 26.0° E             | 20.0° E    | 20.0° E             | 8.0° W            | 97.0° W           | 97.0° W             |
| Canali             | SSBC TV, SSBC Radio | SSBC TV      | SSBC TV, SSBC Radio | SSBC TV    | SSBC TV, SSBC Radio | SSBC TV           | SSBC TV           | SSBC TV, SSBC Radio |
| Frequenza          | 12415 V             | 12303 V      | 12054 V             | 3818 R     | 3934 L              | 11554 V           | 11678 V           | 12146 V             |
| SR                 | 40000               | 27500        | 27500               | 1600       | 27500               | 27500             | 27500             | 22000               |
| FEC                | 7/8                 | 3/4          | 5/6                 | 3/4        | 7/8                 | 7/8               | 7/8               | 3/4                 |
| Modulazione        |                     |              |                     | 8PSK       |                     |                   |                   |                     |

### Streaming
SSBC in streaming